# Glam (groupe)
Pour les articles homonymes, voir GLAM.
Glam (stylisé GLAM) (coréen : 글램) était un girl group sud-coréen ayant débuté en 2012 sous le label Source Music en partenariat avec Big Hit Entertainment. Le groupe était composé de cinq membres : Zinni, Trinity, Jiyeon, Dahee et Miso. Glam fut dissout en 2015 après qu'un tribunal a reconnu Dahee coupable de chantage à l'acteur Lee Byung-hun.

## Histoire

### 2010–2011: Pré-début
Avant de débuter officiellement, Glam était présent sur la chanson "Just Me" de 2AM, tirée de l'album Saint o'Clock du boys band paru en 2010. Glam et BTS étaient également présents sur la chanson "Bad Girl" de Lee Hyun, extrait de l'album You Are Best of My Life du chanteur paru en 2011.
En 2012, Glam a joué dans le reality show Real Music Drama : GLAM qui a été diffusé sur SBS MTV du 6 juin jusqu'aux débuts officiels du groupe.

### 2012–2013: Débuts, singles, et départ de Trinity
Le 16 juillet 2012, Glam débute officiellement avec la sortie de leur premier single "Party (XXO)". Plus tard dans l'année, elles sortent la chanson "The Person I Miss" pour la bande originale du drama coréen Five Fingers.
Le 31 décembre, Source Music et Big Hit Entertainment a annoncé que Trinity quittait le groupe pour des raisons personnelles et que Glam continuerait en tant que groupe de quatre membres.
Le 2 janvier 2013, Glam sort leur deuxième single "I Like That" qui reprend la chanson "Why Do You" de Chuli et Miae. Le 15 mars, Glam fait son deuxième retour de l'année avec le single "In Front of the Mirror" qui réunit des genres tels que l'Europop, le trot et le hip-hop.

### 2014–2015: Scandale du chantage de Dahee et séparation
Le 2 septembre 2014, l'acteur Lee Byung-hun a accusé deux femmes de l'avoir fait chanter en utilisant une vidéo compromettante comme levier. Dahee et le mannequin Lee Ji-yeon ont été identifiées plus tard comme étant les femmes en question et ont été accusées de chantage à l'acteur pour 5 milliards de won. Le 15 janvier 2015, le tribunal de district de Séoul a condamné Dahee à un an de prison. Le même jour, l'agence de Glam a confirmé que les membres du groupe avaient mis fin à leur contrat avec l'agence et que le groupe avait officiellement été dissous.
Le 26 mars, le tribunal de district de Séoul a imposé à Dahee une peine de deux ans avec sursis au lieu d'une peine d'emprisonnement.

## Membres
| Nom de scène | Nom de scène | Nom de naissance | Nom de naissance | Date de naissance | Nationalité  | Positions                                                      |
| Romanisé     | Coréen       | Romanisé         | Coréen           | Date de naissance | Nationalité  | Positions                                                      |
| ------------ | ------------ | ---------------- | ---------------- | ----------------- | ------------ | -------------------------------------------------------------- |
| Zinni        | 지니         | Kim Jin-hee      | 김진희           | 8 mai 1986        | Sud-coréenne | Rappeuse principale, danseuse principale, unnie (la plus âgée) |
| Trinity      | 트리니티     | Yoon Soo-jin     | 윤수진           | 5 février 1991    | Sud-coréenne | Chanteuse, danseuse                                            |
| Jiyeon       | 지연         | Park Ji-yeon     | 박지연           | 23 janvier 1992   | Sud-coréenne | Leader, rappeuse secondaire, chanteuse, danseuse               |
| Dahee        | 다희         | Kim Da-hee       | 김다히           | 30 mars 1994      | Sud-coréenne | Chanteuse principale, danseuse                                 |
| Miso         | 미소         | Kim Mi-so        | 김미소           | 17 octobre 1995   | Sud-coréenne | Chanteuse secondaire, danseuse, maknae (la plus jeune)         |

## Discographie

### Singles
| Titre                                                                                 | Année | Meilleures positions | Meilleures positions | Ventes (DL)     |
| Titre                                                                                 | Année | COR Gaon             | COR Hot 100          | Ventes (DL)     |
| ------------------------------------------------------------------------------------- | ----- | -------------------- | -------------------- | --------------- |
| "Party (XXO)"                                                                         | 2012  | 66                   | —                    | - COR : 59,641+ |
| "I Like That"                                                                         | 2013  | 57                   | 54                   | - COR : 75,850+ |
| "In Front of the Mirror" (거울앞에서)                                                 | 2013  | 37                   | 47                   | - COR : 84,962+ |
| "Give It 2 U"                                                                         | 2014  | —                    | 79                   | NC              |
| "—" signifie que le morceau ne s'est pas classé ou n'est pas sorti dans cette région. |       |                      |                      |                 |

### Bandes-son originales
| Titre                             | Année | Album            |
| --------------------------------- | ----- | ---------------- |
| "The Person I Miss" (그리운 사람) | 2012  | Five Fingers OST |

### Collaborations
| Titre                                 | Année | Album                       |
| ------------------------------------- | ----- | --------------------------- |
| "Just Me" (바로 나야) 2AM feat. Glam  | 2010  | Saint o'Clock               |
| "Bad Girl" Lee Hyun feat. Glam et BTS | 2011  | You Are the Best of My Life |

## Filmographie

### Télévision
| Titre                  | Année | Rôle        | Chaîne  |
| ---------------------- | ----- | ----------- | ------- |
| Real Music Drama: GLAM | 2012  | Elles-mêmes | SBS MTV |